# Цифровий водяний знак

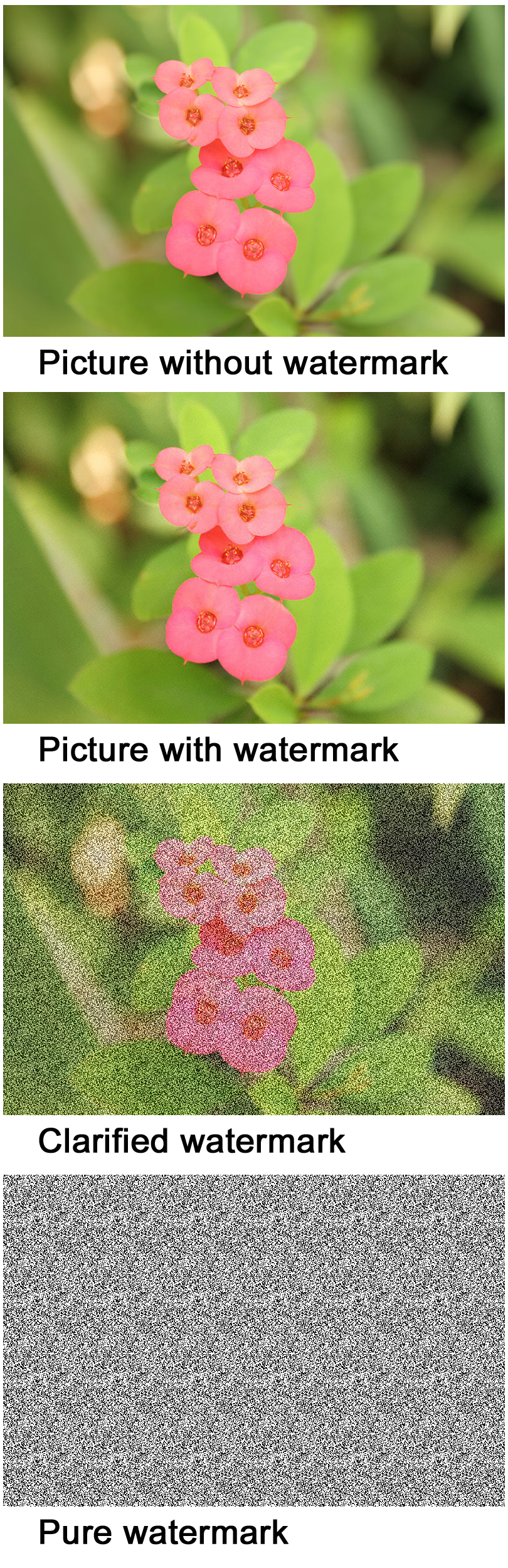

Цифровий водяний знак (ЦВЗ) — технологія, створена для захисту авторських прав мультимедійних файлів. Зазвичай цифрові водяні знаки невидимі. Однак ЦВЗ можуть бути видимими на зображенні або відео. Зазвичай це інформація являє собою текст або логотип, який ідентифікує автора.
Невидимі ЦВЗ впроваджуються в цифрові дані, але не можуть бути сприйняті як такі. Найважливіше застосування цифрові водяні знаки знайшли в системах захисту від копіювання, які прагнуть запобігти або утримати від несанкційованого копіювання цифрових даних. Стеганографія застосовує ЦВЗ, коли сторони обмінюються секретними повідомленнями, впровадженими в цифровий сигнал. Використовується як засіб захисту документів з фотографіями — паспортів, водійських посвідчень, кредитних карток з фотографіями. Коментарі до цифрових фотографій з описовою інформацією — ще один приклад невидимих ЦВЗ. Хоча деякі формати цифрових даних можуть також нести в собі додаткову інформацію, звану метадані, ЦВЗ відрізняються тим, що інформація «зашита» прямо в сигнал. Об'єкти мультимедіа в цьому випадку будуть являти собою контейнери (носії) даних. Основна перевага полягає в наявності умовної залежності між подією підміни об'єкта ідентифікації та наявності елемента захисту — прихованого водяного знака. Підміна об'єкта ідентифікації призведе до висновку про підробку всього документа. Цифрові водяні знаки отримали свою назву від старого поняття водяних знаків на папері (грошах, документах).

## Метод нанесення ЦВЗ
Методи нанесення ЦВЗ діляться на просторові і частотні. До просторових методів відноситься метод LSB. До частотних — нанесення ЦВЗ шляхом розширення спектру. Позначений сигнал отримують адитивною модифікацією. Такі ЦВЗ відрізняються середньою надійністю, але дуже маленькою інформаційною ємністю. Метод амплітудної модуляції, схожий з методом розширення спектру, також застосовується для впровадження. Метод квантування не дуже надійний, але дозволяє впровадити великий обсяг інформації.

## Застосування
- Відстеження розповсюдження копій даних.
  - Боротьба з відеопіратством і «ранній» доступ до новинок кіно. При співпраці з кіностудіями Голлівуду оператори телевізійних мереж можуть надавати своїм глядачам платний доступ до преміум-контенту — фільмів, які щойно з'явилися в кінотеатрах і ще не вийшли на DVD. Обов'язковою умовою студій при цьому є вбудовування водяного знака, що дозволяє виявити джерело витоку — конкретного глядача — при потраплянні фільму в нелегальний обіг.
  - Відстеження трансляцій (телевізійні новини часто містять водяні знаки, залишені міжнародними інформаційними агентствами; рекламні агентства використовують водяні знаки для контролю виходу своєї реклами в ефір в обумовленому обсязі).
- Метадані, електронний цифровий підпис
- Приховування факту обміну інформації (Стеганографія).